# Buster Brown (Band)
Buster Brown war eine australische Hard-Rock-Band aus Melbourne, die von 1973 bis 1975 existierte. Ihre berühmtesten Mitglieder waren Sänger Angry Anderson (heute Rose Tattoo) und Phil Rudd (später bei AC/DC).
Das einzige Album, Something to Say, und die Auskopplung Buster Brown erschienen 1974. Zwar erreichte die Gruppe keine Chartplatzierung, machte sich aber aufgrund ihrer aggressiven Texte und groovenden Spielweise bald einen Namen in der Szene. Allerdings wurden die Mitglieder später von erfolgreicheren Bands abgeworben, so dass Buster Brown sich quasi von alleine auflöste.

## Mitglieder
- Angry Anderson – Gesang (1973–75)
- Geordie Leach – Bass (1973–75)
- Chris Wilson – Keyboard (1973–1975)
- John Moon – Gitarre (1973–74)
- Phil Rudd – Schlagzeug (1973–74)
- Paul Grant – Gitarre (1973–74)
- Ian Ryan – Bass (1973)
- Tony Lunt – Schlagzeug (1974)
- Ken Firth – Bass (1975)
- Dennis Millar – Gitarre (1975)
- Billy Miller – Gitarre, Gesang (1975)
- Dallas Royal – Schlagzeug (1975)
- Dave Springfield – Gitarre (1975)
- Trevor Young – Schlagzeug (1975)

## Diskografie
- 1974: Something to Say (Album)
- 1974: Buster Brown (Single)
- 2005: Something to Say (Album, Wiederveröffentlichung mit 6 Bonus-Tracks)